# Йохан I фон Золмс
Йохан I фон Золмс (на немски: Johannes I von Solms; † между 26 февруари 1354 и 22 януари 1356) е граф на Золмс-Бургзолмс и господар на Спонхайм.

## Произход
Той е син на граф Хайнрих III фон Золмс, господар на Спонхайм (1265 – 1314), и съпругата му Лиза фон Изенбург-Лимбург († сл. 1328), дъщеря на граф Йохан I фон Изенбург-Лимбург († 1312) и Елизабет фон Геролдсек († сл. 1285). Внук е на граф Марквард II фон Золмс-Бургзолмс († 1272/1280) и Агнес фон Спонхайм († 1287), дъщеря на граф Йохан I фон Спонхайм-Щаркенбург († 1266).

## Фамилия
Йохан I се жени пр. 30 ноември 1326 г. за Ирмгард фон Билщайн († сл. 1371), дъщеря на Дитрих II фон Билщайн († 1335), и графиня Катарина фон Арнсберг († 1362). Те имат децата:
- Йохан IV фон Бургзолмс, граф на Золмс-Грайфенщайн († 1401/1402), женен пр. 11 ноември 1367 г. за Елизабет фон Золмс († 1386), дъщеря на граф Бернхард I фон Золмс-Браунфелс († 1347/1349)
- Дитрих II фон Бургзолмс († сл. 1371), граф на Золмс-Бургзолмс, женен пр. 2 август 1342 г. за Мехтилд фон Витгенщайн († 1364), дъщеря на граф Зигфрид III фон Витгенщайн († 1359)
- Хайнрих († сл. 1403), каноник в Кьолн (1352 – 1403) и Майнц (1360 – 1386), приор на Св. Йоан в Оснабрюк (1401)
- Херман († 1345), каноник в Кьолн
- Катарина фон Золмс († 1399), омъжена пр. 25 февруари 1341 г. за Салентин IV фон Изенбург († сл. 1364)